# Critical Depth
Critical Depth — видеоигра из серии гонки на выживание, разработанная компанией SingleTrac и изданная компанией GT Interactive. Релиз состоялся в США 31 октября 1997 года.

## Обзор
Critical Depth основывается на идее и движке популярной серии игр Twisted Metal, выпущенной той же игровой студией. Основные действия игроков заключаются в управлении субмаринами различного дизайна и стрельбе по противнику. Во многом игра заимствует принципы такого вида спорта, как дерби (автогонки). Играющие выбирают определённую игровую локацию, субмарину и вступают в игру. В зависимости от режима игры, цель может заключаться как в уничтожении противников, так и в поисках особых предметов — энергетических шаров, таинственных предметов, способных увеличить боевую и защитную мощь субмарины. В последнем случае игрок, собравший все пять шаров, заканчивает прохождение очередного уровня через гиперпространственный портал.
Название Critical Depth (в переводе на русский — «Критическая глубина») связано с тем, что все субмарины имеют определённый запас глубины погружения. Если лодка опустится ниже допустимого уровня, зазвучит тревожный зуммер, предупреждающий о том, что необходимо срочный подъём, иначе через определённое время субмарина погибнет.
Локации представляют собой различные уголки мирового океана, с фантастическим донным ландшафтом: затопленный Парфенон, погружённый в воду город с небоскрёбами, кладбище погибших кораблей в Бермудском треугольнике, загадочная подводная база инопланетян и т. д.
В игре имеется широкий выбор оружия, запасы которого можно пополнять. Кроме того, каждый из персонажей имеет своё особенное оружие. В дополнение к оружию, врагов можно увлекать на опасную глубину.
В игре присутствует три режима игры:
- Missions — прохождение одним или двумя игроками одиннадцати уровней в режиме истории,
- Battle — поиски энергетических шаров в выбранном уровне,
- Death — битва на выживание против компьютера либо вдвоём друг прогив друга на разделённом пополам экране.

## Сюжет
Исследователь морского дна, некий Дуглас МакКрейган обнаруживает на дне океана пять загадочных энергетических шаров и следы пребывания инопланетян. Сам исследователь таинственно исчезает, но на поиски найденных им объектов отправляются двенадцать подводных экспедиций. Каждой из них движет желание захватить шары и использовать их в своих собственных целях. Чтобы заполучить шары, им придётся сразиться с остальными конкурентами.
По мере прохождения за выбранного персонажа (на борту его личной подводной лодки), игрок побеждает остальных персонажей и в конце концов добирается через сеть порталов до подводного города, миллионы лет назад построенного пришельцами для наблюдения за эволюцией на Земле. Победив инопланетные подводные лодки, охраняющие передатчик, игрок отправляет сигнал на родную планету цефалоподов. Их представитель немедленно связывается с игроком, сообщая, что порталы, шары и город были оставлены именно для того, чтобы разумные обитатели Земли смогли его преодолеть и тем самым показать, что готовы к контакту.
В финале цефалоподы прибывают на Землю и награждают персонажа игрока, однако, как и в случае с серией игр Twisted Metal, они крайне своеобразно понимают формулировку требований, и их награда обычно оказывается для игрока губительной:
- Агенты ЦРУ предлагают пришельцам обменять их технологии на подопытных людей, как уже делали с другими цивилизациями. Пришельцы подвергают агентов вивисекции, чтобы понять причины, по которым разумные существа предают своих сородичей.
- Остатки правительства СССР просят объединить все народы мира во всеобщем равенстве. Пришельцы объединяют всех людей в единый организм, чтобы «каждый стал равной частью единого целого».
- Доктор А. Покалипсис требует уничтожить человечество, чтобы заселить Землю своими генетически превосходными детьми. Пришельцы исполняют его пожелание, но превращают его супругу в чудовище, по их мнению, более генетически совершенное.
- Орден Ницроха просят пробудить божество, которому они поклоняются. Пришельцы пробуждают спящего бога ото сна, и тот пожирает своих последователей.
- Борцы за свободу Верганзы желают, чтобы их остров прекратили эксплуатировать другие страны. Пришельцы затапливают всю планету, кроме их государства.
- Французские океанографы хотят признания за то, что оказались правы о происхождении сфер. Пришельцы забирают их с собой и прославляют на всю галактику, заставляя выступать на гладиаторской арене.
- Команда Надежды Земли, желавшая не дать другим людям забрать шары и спасти планету от загрязнения, вызывает гнев пришельцев. Обоих экологов убивают, а Землю затапливают целиком, так как по замыслу инопланетян, доминирующей разумной расой на Земле должны были стать дельфины.
- Капитан Кутласс ничего не просит. Впечатленные его кровожадностью, пришельцы дают ему космический корабль и экипаж, чтобы он сражался в составе их межзвездного флота.
- Корпорация Мордед желает только «золотого дождя». Пришельцы понимают метафору по-своему, и сбрасывают на Землю метеориты из чистого золота, уничтожая корпорацию.
- Профессор Армстронг хочет увидеть историю цивилизации своими глазами. Пришельцы посылают его в прошлое, и в древнем Египте профессора мумифицируют.
- Джека Кеона, желавшего выставить артефакты пришельцев в своей коллекции, инопланетяне награждают «славой и восхищением миллионов по всей галактике» — выставляют его отделенную от тела голову в своем музее.
- Мистер Фатт, мечтавший поработить весь мир, становится «способен контролировать все человечество силой мысли», но его разросшийся мозг так тяжел, что он погибает.
- Джо Скуллиона, у которого не было никаких корыстных мотивов, пришельцы признают «избранным», и исполняют его мечту — путешествие по галактике, где он сможет посетить самые экзотические места Вселенной.
- Британский Агент 326, выполнивший свою миссию, принимает предложение пришельцев о бессрочном отдыхе на самом престижном курорте галактики, но уже по прибытии узнаёт, что не может выжить в условиях этой планеты.
- Абаддон, искусственный интеллект, созданный Доктором Покалипсисом для уничтожения человечества, оказывается разобран и изучен пришельцами.
- Надзиратель, секретный персонаж-цефалопод, некогда обманул своих сородичей, убедив их, что эволюция на Земле шла по плану. Его приговаривают к миллионам лет наблюдения за эволюцией опасных и агрессивных ящеров на отдаленной планете.

## Персонажи
Всего в игре с самого начала доступно 12 различных субмарин, в каждой из которых свой капитан и/или команда. Выбрав одну из них, остальные становятся соперниками. По мере прохождения игры и выполнения определённых достижений, играющему станут доступны ещё 4 субмарины.

### Стандартные
- Люди в чёрном из ЦРУ на корабле The Manta

Цель: захватить энергетические шары, чтобы скрыть их от общественности, так как они имеют отношение к НЛО.
Тип субмарины: как следует из названия, субмарина напоминает морского дьявола. Основное оружие — электромагнитная пушка.
- Советские крепкие орешки и The Stalingrad

Цель: построить новую эру коммунизма.
Тип субмарины: ничем особенно не отличающаяся от традиций, громоздкая и медленная. Главное оружие — таран.
- Французские океанографы на батискафе La Griffe

Цель: получить признание в научном сообществе.
Тип субмарины: типичный исследовательский батискаф, оснащённый манипуляторами для захвата противников.
- Доктор А. Покалипс (Dr. A. Pocalypse), капитан корабля Armageddon

Цель: создать сверхмощную машину, способную уничтожить всё человечество, так как он и его супруга хотят создать новую, «высшую расу» людей. Его планы похожи на планы Гитлера.
Тип субмарины: дизайн напоминает скорпиона, только без хвоста. Обладает возможностью хватать противника специальным захватывающим устройством.
- Загадочный Орден Нишрош и судно Ohm

Цель: пробудить священный «Зорнад».
Тип субмарины: корабль в форме морской звезды, движущийся за счёт быстрого вращения вокруг своей оси, что делает его необычайно маневренным. Стреляет электрическими разрядами, которые генерирует зелёный кристалл.
- Команда «Надежда Земли» на субмарине Siren’s Song

Цель: не допустить захвата шаров для использования в промышленности.
Тип субмарины: большой механический дельфин. В качестве оружия стреляет наводящимися ракетами в виде дельфинов.
- Капитан Головорез, корабль Sea Dog

Цель: капитан — большой любитель морских сражений, и здесь он именно за этим.
Тип субмарины: погружаемая пиратская шхуна с двумя пушками.
- Злодейская корпорация Мордрид на корабле Bottom Liner

Цель: изучить шары как возможный источник энергии.
Тип субмарины: напоминает реактивный самолёт. Оружие — C.A.S.H. (Capital Accumlating Super Hydrobeam) — луч, похищающий оружие у врагов.
- Революционная организация (the VLO) на судне The Anarchy

Цель: отомстить индустриальному миру за безмерное использование полезных ископаемых на вымышленном острове Венганца (название происходит от английского «vengeance» — "месть).
Тип субмарины: самодельная, сделанная из производственного хлама. В качестве оружия выстрельвает шквалом шипованных металлических шаров.
- Джо Скаллион и его Death Sled

Цель: захватить энергетические шары «просто потому, что они так нужны всем».
Тип субмарины: небольшое устройство с пропеллером, которое он держит в руках. Главное оружие — «психо-диск», который сбивает врагов с курса.
- Профессор Армстронг на судне The Archimedes

Цель: захватить шары и поместить их в музей.
Тип субмарины: схожа по форме с рыбой-меч, с огромным пропеллером. Главное оружие — шаровые молнии.
- Джек Кеон на корабле The Lockjaw

Цель: заполучить шары в свою личную коллекцию, превзойдя при этом своего бывшего учителя, профессора Армстронга.
Тип субмарины: быстроходная механическая акула, вооружённая смертоносными челюстями.

### Секретные
- Агент 326 на автомобиле-амфибии Barracuda
- Мистер Фэт на субмарине Kronos
- Абаддон (ангел бездны) на Razor Fin
- Оверсир (надзиратель) на инопланетном корабле Hydro Spydor

## Арены
The Baja Gulf
The Red Sea
The Pacific Rim
Bermuda
Venganza
The Indian Ocean
The Arctic
Fort Apocalypse
The Coral Sea
The Mediterranean
The Transmitter

## Оценки
- 7.5/10 Gamespot
- 5/10 IGN
- 7.25/10 Electronic Gaming Monthly